# Teatro La Capilla
Teatro La Capilla es un teatro de la Ciudad de México, ubicado en la alcaldía Coyoacán.

## Historia
El terreno de la colonial El Carmen en Coyoacán fue adquirido por Salvador Novo en 1949. Anteriormente había sido parte de una hacienda, y conservaba una capilla, a la cual, Novo "le vio cara de teatro".
El proyecto arquitectónico estuvo a cargo de Alejandro Prieto y fue inaugurado el 22 de enero de 1953 con la comedia El presidente hereda de Giulio Cesare Viola, dirigida por Salvador Novo, con las actuaciones de Rosa María Moreno, José Luis Jiménez, Pilar Souza y Raúl Dantés. La obra llegó a las 142 representaciones. 
Durante varios años contó con éxitos como en 1955 cuando se escenificó por primera vez en México: Esperando a Godot de Samuel Beckett. En dicho recinto también se estrenaron A ocho columnas (1956) y Diálogos (1956), ambas de Salvador Novo.
En la década de 1980, Jesusa Rodríguez recuperó, restauró y rehabilitó el teatro, así como otros edificios que transformó en el cabaret El Hábito. En 1992 fue reinaugurado siendo la obra El cielo de abajo, cabaret prehispánico de la propia Jesusa Rodríguez y Liliana Felipe, la obra que se presentó.
La Capilla es sede del grupo de teatro Los Endebles, que dirige Boris Schoemann, desde el año 2001. Realizan puestas en escena de obras dramáticas contemporáneas.